# Клеймо (знак)

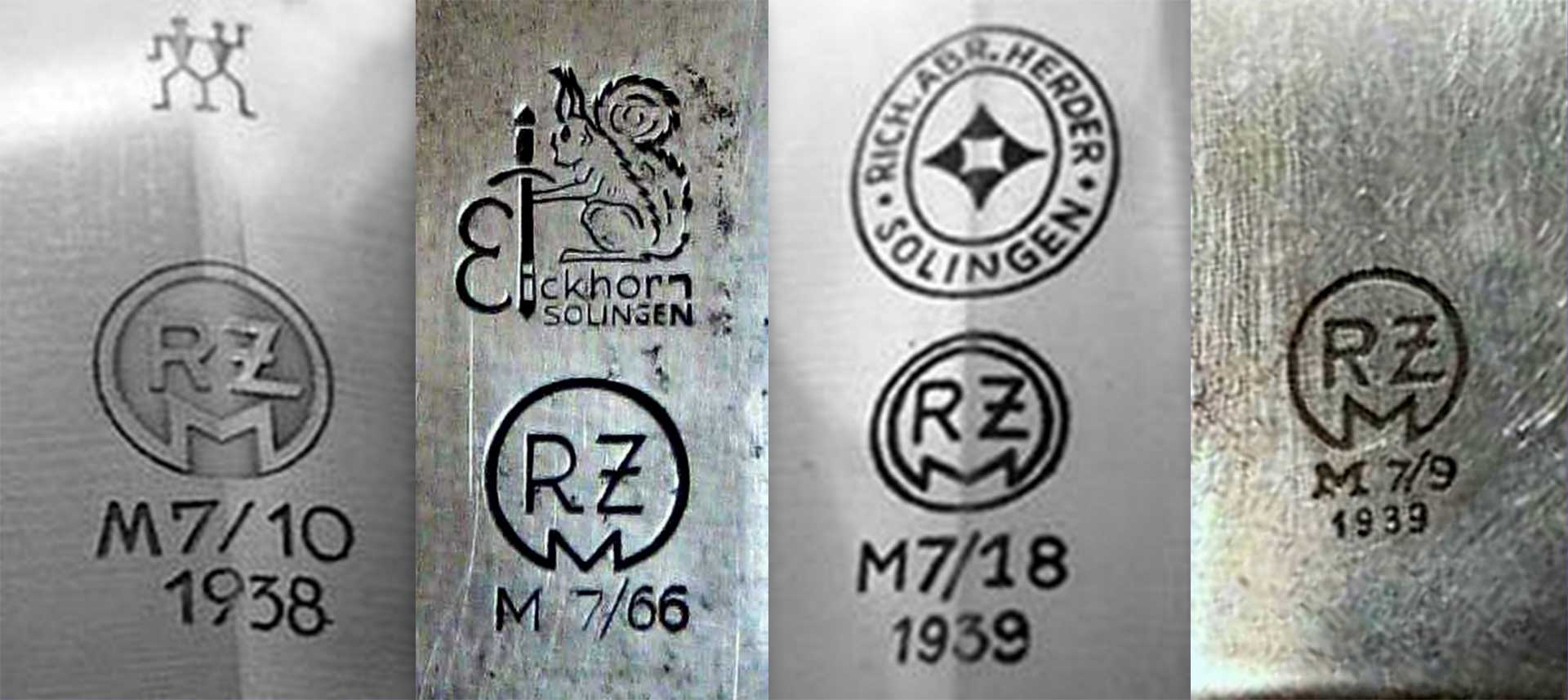
Клеймо на холодном оружии нацистской Германии

Клеймо́ (из нем. Kleim, др.-англ. clam, от ниж.-нем. Klem — «клей, раствор, пластырь»), так же известное как лейбл — графическое изображение, наносимое на вещь, человека, животное или товар с целью идентификации с владельцем, производителем. Также клеймо может служить знаком качества.
В некоторых странах допускается нанесение клейма на человека, как правило, за проступки (попытка побега раба).
Клеймо может наноситься различными способами:
- Ударный — преимущественно на изделиях из металла, наносится инструментом из более твёрдого металла;
- Выжигание — на людях, животных, упаковке товара, наносится сильно нагретым предметом[7][2];
- Перенос красящего вещества — на товарах, людях, животных.

Оттиск штампа именуется клеймом в зависимости от области применения, традиций, предпочтений.